# Lee Tracy
Lee Tracy est un acteur américain né le 14 avril 1898 à Atlanta (Géorgie), et mort le 18 octobre 1968 à Santa Monica (Californie).

## Filmographie
- 1929 : Salute : Radio announcer
- 1929 : Big Time : Eddie Burns

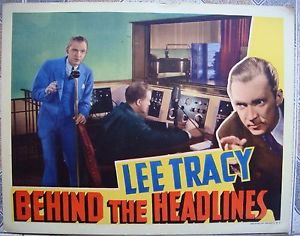
Lee Tracy à l'affiche de Behind the Headlines (1937).

- 1930 : Born Reckless : Bill O'Brien
- 1930 : Liliom : The Buzzard
- 1930 : She Got What She Wanted (en) : Eddie
- 1932 : L'Étrange passion de Molly Louvain (The Strange Love of Molly Louvain) de Michael Curtiz : Scott 'Scotty' Cornell
- 1932 : Love Is a Racket : Stanley Fiske
- 1932 : Docteur X (Doctor X) : Lee Taylor, Daily World Reporter
- 1932 : Night Mayor : Mayor Bobby Kingston
- 1932 : Blessed Event : Alvin 'Al' Roberts
- 1932 : Washington Merry-Go-Round (en) de James Cruze : Button Gwinett Brown
- 1932 : The Half Naked Truth : Bates
- 1933 : Clear All Wires! : Buckley Joyce Thomas
- 1933 : Private Jones : Pvt. William 'Bill' Jones
- 1933 :  The Nuisance (en) de Jack Conway  : Joseph Phineas 'Joe' Stevens
- 1933 : Les Invités de huit heures (Dinner at Eight) : Max Kane
- 1933 : Turn Back the Clock : Joe Gimlet
- 1933 : Mademoiselle volcan (Bombshell) : E.J."Space"Hanlon
- 1933 : Advice to the Lovelorn : Toby Prentiss
- 1934 : I'll Tell the World : Stanley Brown
- 1934 : You Belong to Me d'Alfred L. Werker : Bud Hannigan
- 1934 : The Lemon Drop Kid (en) de Marshall Neilan : Wally Brooks
- 1935 : Carnival (en)de Walter Lang : Chick Thompson
- 1935 : Two-Fisted : Hap Hurley
- 1935 : Pirate Party on Catalina Isle : Pirate
- 1936 : L'Or maudit (Sutter's Gold) de James Cruze : Pete Perkin
- 1936 : Wanted: Jane Turner : Tom Mallory
- 1937 : L'Avocat criminel (en) (Criminal Lawyer) de Christy Cabanne : Barry Brandon
- 1937 : Behind the Headlines : Eddie Haines
- 1938 : Crashing Hollywood de Lew Landers : Michael 'Mike' Winslow
- 1939 : Fixer Dugan (en) de Lew Landers : Charlie 'The Fixer' Dugan
- 1939 : The Spellbinder (en) de Jack Hively : Jed Marlowe
- 1940 : Millionaires in Prison : Nick Burton
- 1942 : The Payoff : Brad McKay
- 1943 : Power of the Press : Griff Thompson
- 1945 : Trahison japonaise (Betrayal from the East) de William Berke : Eddie Carter
- 1945 : I'll Tell the World : Gabriel Patton
- 1947 : High Tide : Hugh Fresney
- 1964 : Que le meilleur l'emporte (The Best Man) : President Art Hockstader